# Kōnosuke Saijō
Kōnosuke Saijō (西条孝之介, Saijō Kōnosuke) (Yokohama, 26 december 1931) is een Japanse Jazzsaxofonist (tenorsaxofoon, ook sopraansaxofoon en fluit).

## Biografie
Kōnosuke Saijō begon zijn loopbaan in de jaren 50 in Tokio, zijn eerste opnames maakte hij in de groep The Wind Breakers (waarin Tetsuo Fushimi, Jiro Inagaki, Tadayuki Harada, Norio Maeda, Shungo Sawada, Yasuo Arakawa, Takeshi Inomata en Donald Bailey speelden). In 1956 was hij lid van de all star-band van het Japanse blad Swing Journal. In de jaren erna werkte hij o.a. met Hidehiko Matsumoto, Tatsuro Watanabe en Terumasa Hino. In 1959 nam hij met zijn groep West Liners twee nummers op, die verschenen op de compilatie Modern Jazz Composer's.
Vanaf de jaren 60 speelde hij in de groep Five Saxophones (1967), tevens speelde hij met Norio Maeda, Shungo Sawada en Kazuo Yashiro. Onder eigen naam kwam hem de LP's Harlem Nocturne (1966), Massachusetts in Bossa Nova (1968, met Yasunori Suzuki, Sadanori Nakamure, Takeo Mori, Shinnosuke Katsuyama), Resurrection (1974, met Norio Maeda, Yasuo Arakawa, Takeshi Inomata), Incarnation (1975, met Kunihiko Sugano, Ken Suzuki, Shoichi Miyazawa, Yoichi Ogawa) en Manhattan Show Case (1980, met Toshihiko Ogawa, Kunimitsu Inaba, Jun Shimizu). Hij werkte tevens met Takeshi Inomata, Mari Nakamoto, Shoji Yokouchi, Jimmy Takeuchi, Eiji Kitamura, Tsuyoshi Yamamoto, Harumi Kaneko, Terry Mizushima en Ichiri Masuda. Zijn album Saijoh's Serenade nam hij rond 1992 op, me Herbie Steward, Gene DiNovi, Dave Young en Yukio Kimura. In de jazz speelde hij tussen 1956 en 1995 mee op 58 opnamesessies, de laatste met Norio Maedas Wind Breakers.